# متحف كأس النودلز بيوكوهاما

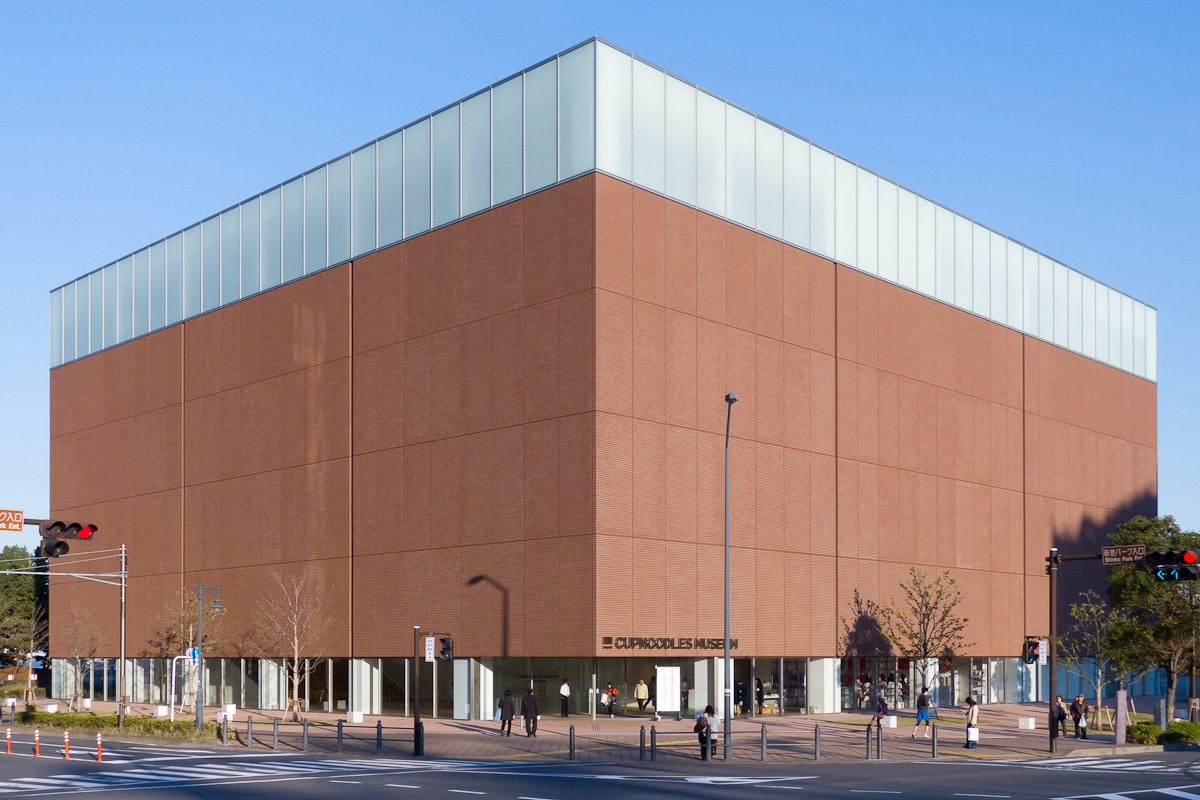
متحف كأس النودلز بيوكوهاما

متحف كأس النودلز بيوكوهاما (باليابانية: カップヌードルミュージアム 横浜) هو متحف مخصص للنودلز الفورية وكأس النودلز، بالإضافة إلى مؤسسه موموفوكو أندو.
يوجد المتحف بمدينة إكيدا في أوساكا، ويقع قرب محطة إكيدا على خط هانكيو-تاكارازوكا. والدخول إليه مجاني.
يوجد أيضا متحف كأس نودلز في يوكوهاما يضم أربعة طوابق بها معارض تعرض تاريخ النودلز الفورية وقصة موموفوكو أندو.

## وصلات خارجية
- الموقع الرسمي